# Gary Lightbody
Gary Lightbody (Bangor, 15 giugno 1976) è un cantante e chitarrista britannico.

## Biografia
Gary Lightbody è un cantante e chitarrista irlandese, conosciuto soprattutto per essere il cantante e chitarrista ritmico degli Snow Patrol.
Nel 2009 viene pubblicato The Place We Run From, primo album dei Tired Pony, supergruppo che include lo stesso Lightbody.

## Strumentazione

### Chitarre
- Lightbody solitamente usa una Fender '72 Telecaster Deluxe. Le chitarre di Gary sono riconoscibili per l'adesivo con la scritta 'CELT'.
- Gretsch 6120 New Nashville - Arancione
- Gretsch G6122-II Chet Atkins Country Gentleman
- Gibson SG - Nera con battipenna bianco
- Fender Telecaster '72 Thinline
- Fender Telecaster (c)'77 Deluxe
- Fender Telecaster Standard – Modello USA
- Gibson Les Paul Deluxe - Black
- Guild Acustica

### Amplificatori
- Diamond
- Mesa Boogie
- Marshall
- Vox AC30 CC's

### Effetti

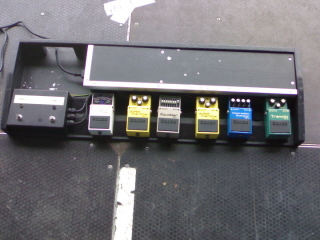
Pedaliera di Lightbody

- BOSS TU-2 Tuner
- BOSS TR-2 Tremolo
- BOSS CS-3 Compression Sustainer
- Two BOSS SD-1 Super Overdrives
- BOSS GE-7 Equalizer
- BOSS RE-20 Space Echo
- Boss DD6/7

## Discografia

### Snow Patrol
- 1998: Songs for Polarbears
- 2001: When It's All Over We Still Have to Clear Up
- 2003: Final Straw
- 2006: Eyes Open
- 2008: A Hundred Million Suns
- 2009: Up to Now
- 2011: Fallen Empires
- 2018: Wildness
- 2019:  Reworked

### Tired Pony
- 2009: The Place We Run From
- 2013: The Ghost of the Mountain

## Attore
Gary Lightbody appare in una breve scena durante il terzo episodio della terza stagione della serie televisiva Il Trono di Spade.